# Янпат
Янпат — потухший вулкан в Анаунском вулканическом районе Срединного хребта полуострова Камчатка.
Располагается в северной части Анаунского района в истоках рек Копкан и Чавыча Левая.
Форма вулкана — пологий щит: близкую к окружности с диаметром 6 км, и площадь — 25 км2. Абсолютная высота — 1205 м, относительная — 400 м. Объём изверженного материала (базальта) — 3 км3.

Деятельность вулкана относится к верхнечетвертичному периоду.